# Liste des héritiers du trône de Monaco
Pour les articles homonymes, voir Trône (homonymie).
La principauté de Monaco compte plusieurs héritiers du trône qualifiés ou ayant été qualifiés selon le principe de primogéniture à préférence masculine à porter hypothétiquement le titre de prince souverain de Monaco.
L’actuel héritier présomptif de la Couronne princière monégasque est le prince Jacques de Monaco, prince héréditaire de Monaco, marquis des Baux. 

## Principauté de Monaco
| Rang                             | Portrait         | Héritier | Période                                                        | Prince                          | Famille |
| -------------------------------- | ---------------- | --- | -------------------------------------------------------------- | ------------------------------- | --- |
| 1                                | Hercule          | Hercule, marquis des Baux Né le 16 décembre 1623 à Monaco — Mort le 2 août 1651 à Monaco                                                                                  | 16 décembre 1623 — 2 août 1651 (27 ans, 7 mois et 17 jours)    | Honoré II                       | Fils du prince Honoré II (première branche de la maison Grimaldi)                                                                                            |
| 2                                | Louis            | Louis, duc de Valentinois Né le 25 juillet 1642 à Monaco — Mort le 3 janvier 1701 à Rome (États pontificaux) Futur prince Louis Ier                                       | 2 août 1651 — 10 janvier 1662 (10 ans, 5 mois et 8 jours)      | Honoré II                       | Fils du prince Hercule, marquis des Baux (première branche de la maison Grimaldi)                                                                            |
| 3                                | Antoine          | Antoine, marquis des Baux Né le 25 janvier 1661 à Paris (France) — Mort le 20 janvier 1731 à Monaco Futur prince Antoine Ier                                              | 10 janvier 1662 — 3 janvier 1701 (38 ans, 11 mois et 24 jours) | Louis Ier                       | Fils du prince Louis Ier (première branche de la maison Grimaldi)                                                                                            |
| —                                | Louise-Hippolyte | Princesse Louise-Hippolyte de Monaco Né le 10 novembre 1697 à Paris (France) — Morte le 29 décembre 1731 à Monaco Future princesse Louise-Hippolyte                       | 3 janvier 1701 — 20 janvier 1731 (30 ans et 17 jours)          | Antoine Ier                     | Fille du prince Antoine Ier (première branche de la maison Grimaldi), duchesse de Valentinois en 1715, à la suite de son mariage avec Jacques Ier de Monaco. |
| 4                                | Honoré           | Honoré, marquis des Baux Né le 10 novembre 1720 à Paris (France) — Mort le 21 mars 1795 à Paris (France) Futur prince Honoré III                                          | 20 janvier 1731 — 7 novembre 1733 (2 ans, 9 mois et 18 jours)  | Louise-Hippolyte et Jacques Ier | Fils du prince Jacques Ier et de la princesse Louise-Hippolyte (deuxième branche de la maison Grimaldi)                                                      |
| —                                |                  | Prince Charles, comte de Carladès Né le 1er janvier 1722 à Paris (France) — Mort le 24 août 1749                                                                          | 7 novembre 1733 — 24 août 1749 (15 ans, 9 mois et 17 jours)    | Honoré III                      | Fils du prince Jacques Ier et de la princesse Louise-Hippolyte (deuxième branche de la maison Grimaldi)                                                      |
| —                                |                  | Prince Charles, comte de Valentinois Né le 14 mai 1727 à Paris (France) — Mort le 18 janvier 1798 à Maury (Suisse)                                                        | 24 août 1749 — 17 mai 1758 (8 ans, 8 mois et 23 jours)         | Honoré III                      | Fils du prince Jacques Ier et de la princesse Louise-Hippolyte (deuxième branche de la maison Grimaldi)                                                      |
| 5                                | Honoré           | Honoré, marquis des Baux, prince héréditaire de Monaco Né le 17 mai 1758 à Paris (France) — Mort le 16 février 1819 à Paris (France) Futur prince Honoré IV               | 17 mai 1758 — 19 janvier 1793 (34 ans, 8 mois et 2 jours)      | Honoré III                      | Fils du prince Honoré III (deuxième branche de la maison Grimaldi)                                                                                           |
| Occupation française (1793-1814) |                  | |                                                                |                                 | |
| 6                                | Honoré           | Honoré, duc de Valentinois, prince héréditaire de Monaco Né le 14 mai 1778 à Paris (France) — Mort le 2 octobre 1841 à Paris (France) Futur prince Honoré V               | 30 mai 1814 — 16 février 1819 (4 ans, 8 mois et 17 jours)      | Honoré IV                       | Fils du prince Honoré IV (deuxième branche de la maison Grimaldi)                                                                                            |
| —                                | Florestan        | Prince Florestan, marquis des Baux Né le 10 octobre 1785 à Paris (France) — Mort le 20 juin 1856 à Paris (France) Futur prince Florestan Ier                              | 16 février 1819 — 2 octobre 1841 (22 ans, 7 mois et 16 jours)  | Honoré V                        | Fils du prince Honoré IV (deuxième branche de la maison Grimaldi)                                                                                            |
| 7                                | Charles          | Charles, duc de Valentinois, prince héréditaire de Monaco Né le 8 décembre 1818 à Paris (France) — Mort le 10 septembre 1889 à Marchais (France) Futur prince Charles III | 2 octobre 1841 — 20 juin 1856 (14 ans, 8 mois et 18 jours)     | Florestan Ier                   | Fils du prince Florestan Ier (deuxième branche de la maison Grimaldi)                                                                                        |
| 8                                | Albert           | Albert, duc de Valentinois, prince héréditaire de Monaco Né le 13 novembre 1848 à Paris (France) — Mort le 26 juin 1922 à Paris (France) Futur prince Albert Ier          | 20 juin 1856 — 10 septembre 1889 (33 ans, 2 mois et 21 jours)  | Charles III                     | Fils du prince Charles III (deuxième branche de la maison Grimaldi)                                                                                          |
| 9                                | Louis            | Louis, duc de Valentinois, prince héréditaire de Monaco Né le 12 juillet 1870 à Baden-Baden (Bade) — Mort le 9 mai 1949 à Monaco-Ville (Monaco) Futur prince Louis II     | 10 septembre 1889 — 26 juin 1922 (32 ans, 9 mois et 16 jours)  | Albert Ier                      | Fils du prince Albert Ier (deuxième branche de la maison Grimaldi)                                                                                           |
| 10                               |                  | Charlotte, duchesse de Valentinois, princesse héréditaire de Monaco Née le 30 septembre 1898 à Constantine (France) — Morte le 16 novembre 1977 à Paris (France)          | 26 juin 1922 — 31 mai 1944 (21 ans, 11 mois et 5 jours)        | Louis II                        | Fille légitimée du prince Louis II (deuxième branche de la maison Grimaldi)                                                                                  |
| 11                               | Rainier          | Rainier, prince héréditaire de Monaco Né le 31 mai 1923 à Monaco-Ville (Monaco) — Mort le 6 avril 2005 à Monaco-Ville (Monaco) Futur prince Rainier III                   | 31 mai 1944 — 9 mai 1949 (4 ans, 11 mois et 8 jours)           | Louis II                        | Fils de la princesse Charlotte de Monaco, duchesse de Valentinois (troisième branche de la maison Grimaldi)                                                  |
| —                                |                  | Princesse Antoinette, baronne de Massy Née le 28 décembre 1920 à Paris (France) — Morte le 18 mars 2011 à Monaco-Ville (Monaco)                                           | 9 mai 1949 — 23 janvier 1957 (7 ans, 8 mois et 14 jours)       | Rainier III                     | Fille de la princesse Charlotte de Monaco, duchesse de Valentinois (troisième branche de la maison Grimaldi)                                                 |
| —                                |                  | Princesse Caroline de Monaco Née le 23 janvier 1957 à Monaco-Ville (Monaco)                                                                                               | 23 janvier 1957 — 14 mars 1958 (1 an, 1 mois et 19 jours)      | Rainier III                     | Fille du prince Rainier III (troisième branche de la maison Grimaldi)                                                                                        |
| 12                               | Albert           | Albert, marquis des Baux, prince héréditaire de Monaco Né le 14 mars 1958 à Monaco-Ville (Monaco) Futur prince Albert II                                                  | 14 mars 1958 — 6 avril 2005 (47 ans et 23 jours)               | Rainier III                     | Fils du prince Rainier III (troisième branche de la maison Grimaldi)                                                                                         |
| —                                |                  | Caroline, princesse de Hanovre Née le 23 janvier 1957 à Monaco-Ville (Monaco)                                                                                             | 6 avril 2005 — 10 décembre 2014 (9 ans, 8 mois et 4 jours)     | Albert II                       | Fille du prince Rainier III (troisième branche de la maison Grimaldi)                                                                                        |
| 13                               |                  | Jacques, marquis des Baux, prince héréditaire de Monaco Né le 10 décembre 2014 à La Colle (Monaco)                                                                        | Depuis le 10 décembre 2014 (10 ans, 2 mois et 26 jours)        | Albert II                       | Fils du prince Albert II (troisième branche de la maison Grimaldi)                                                                                           |